# 宁波市人民大会堂
29°52′44″N 121°32′39″E / 29.878863°N 121.544074°E
宁波市人民大会堂，位于中国浙江省宁波市海曙区，是宁波市历届人大、政协会议的举办地，位于公园路186号，建于1954年。建筑为砖混结构，坐西朝东，采用中国传统的中轴线布局。屋顶为重檐歇山顶，檐枋由牛腿支撑，屋檐绘有彩画。2017年，宁波市人民大会堂成为浙江省文物保护单位。